# Liste der Monuments historiques in Corbreuse
Die Liste der Monuments historiques in Corbreuse führt die Monuments historiques in der französischen Gemeinde Corbreuse auf.

## Liste der Bauwerke
| Bezeichnung       | Beschreibung | Standort | Kennzeichnung | Schutzstatus | Datum | Bild           |
| ----------------- | ------------ | -------- | ------------- | ------------ | ----- | -------------- |
| Kirche Notre-Dame |              | (Lage)   | PA00087868    | Inscrit      | 1950  | weitere Bilder |

## Liste der Objekte

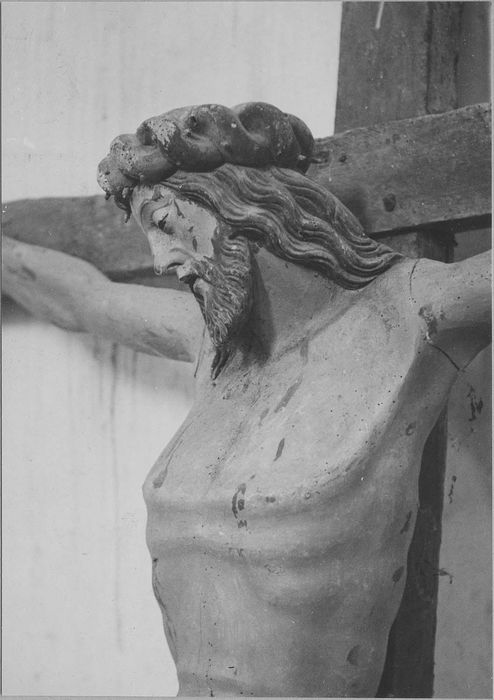
Skulptur Christus am Kreuz (15. Jahrhundert) in der Kirche Notre-Dame

- Monuments historiques (Objekte) in Corbreuse der Base Palissy des französischen Kultusministeriums